# Steve Backshall
Stephen James Backshall (* 21. dubna 1973) je anglický přírodovědec, dobrodruh, televizní moderátor a spisovatel. Je známý především jako autor série dobrodružných knih The Falcon Chronicles a jako moderátor televizní série Deadly 60 (česky překládáno jako Vražedných šedesát či 60 zvířecích zabijáků), kterou vysílá televizní stanice CBBC.

## První roky
Steve Backshall se od dětství zajímal o zvířata a přírodu. Studoval angličtinu na Univerzitě v Exeteru a poté strávil rok studiem bojových umění v Japonsku. Svou kariéru začal cestováním po Indonésii, napsal několik knižních průvodců a naučil se také místní jazyk.

## V televizi
Při výpravě do Kolumbie pořídil Backshall záznam, který později odkoupila stanice National Geographic Channel. Steve dále působil jako horolezec a jeskynní výzkumník této společnosti v letech 1998 až 2002, později (roku 2003) se však stal jedním z moderátorů seriálu Nefalšovaná přírodní podívaná (The Really Wild Show) na CBBC. Po sérii expedic vedených společností BBC Natural History Unit, počínaje Expedicí Borneo roku 2006, se stal moderátorem televizní série Deadly. V roce 2011 byl oceněn cenou Bafta jako moderátor nejlepšího vzdělávacího seriálu. Během let 2009 až 2012 vznikly tři série Deadly 60. V roce 2014 byl poprvé vysílán jednatřicetidílný seriál Zvířecí zabijáci od pólu k pólu (Deadly Pole to Pole). Roku 2016 následoval pořad Divocí! (Fierce) pro ITV, Steve Backshall's Extreme Mountain Challenge pro BBC a v roce 2017 Down the Mighty River with Steve Backshall, Japan's Northern Wilderness, kterým provázel se svou manželkou Helen Gloverovou a Wild Alaska Live, živé vysílání z divočiny Aljašky. V létě 2018 se vysílal desetidílný cyklus CBBC Deadly Dinosaurs, kterým též provázel. V březnu 2019 byl Backshall jedním z moderátorů živě vysílaného pořadu BBC Blue Planet Live. V létě byl pak na televizní stanici Dave uveden jeho nový desetidílný seriál Dobrodružství do neznáma (Expedition). Od února 2020 se na CBBC vysílala čtvrtá série Deadly 60, zaměřující se kromě predátorů i celkově na ochranu přírody. V květnu 2020 byl Steve Backshall hostujícím moderátorem prvních čtyř epizod pořadu Springwatch 2020. V roce 2021 vyšla druhá série Dobrodružství do neznáma a také dokumentární trilogie televize Sky Shark with Steve Backshall. V roce 2023 provázel dokumenty Doba ledová: Zamrzlý svět (Ice Age: A Frozen World) spolu s Michaelou Strachan, dále Tajný svět jezevců (Badgers: Their Secret World), Velryby se Stevem Backshallem (Whale with Steve Backshall), žraločím spin-offem série Deadly nazvaným Deadly Mission Shark a sérií krátkých filmečků Steve and Aneeshwar Go Wild natáčených v britských zoologických zahradách. Očekává se, že v září 2024 začne na CBBC vycházet 5. série Deadly 60.